# Superoxiddismutase
Superoxid-Dismutase (SOD) ist der Name für alle Enzyme, die Superoxid-Anionen zu Wasserstoffperoxid umwandeln. Diese Enzyme kommen in allen Lebewesen vor. Nur vereinzelten anaeroben Bakterien fehlen diese Enzyme. Superoxid (eine reaktive Sauerstoffspezies) ist sehr reaktionsfreudig und kann Proteine und das Genom schädigen (oxidativer Stress). Die katalysierte Reaktion ist daher besonders wichtig für aerobe Lebewesen.

## Systematik
Es gibt drei leicht unterscheidbare Gruppen von Superoxiddismutasen.
- Kupfer/Zink enthaltende SOD: eine Form im Zytoplasma aller Eukaryoten; eine weitere Form in pflanzlichen Chloroplasten; eine extrazelluläre Form in manchen Eukaryoten; und eine periplasmatische Form in Prokaryoten. Beispielsweise ist die Cu,Zn-SOD von Mycobacterium tuberculosis ausschlaggebend für die Abwehr der Immunantwort befallener Macrophagen.[5]
- Mangan-Superoxid-Dismutasen: Mangan- oder Eisenhaltige SOD, in allen Lebewesen. Die eisenhaltigen sind in Pflanzen in den Chloroplasten lokalisiert, die manganhaltigen in Mitochondrien und Peroxisomen. Von Bacteroides gingivalis und Streptococcus mutans sind SOD bekannt, bei denen das Metallion Fe/Mn frei austauschbar ist.[6][7]
- Superoxiddismutasen aus der Germin-Familie (Glycoproteinfamilie, die zuerst bei der Pflanzenkeimung entdeckt wurde), in der extrazellulären Matrix vieler Pflanzen.

## Katalysierte Reaktion
Die oxidierte Form des Enzyms reagiert mit einem Superoxidion unter Bildung von Sauerstoff und der reduzierten Form des Enzyms. Diese Form reagiert weiter mit einem zweiten Superoxidion und zwei Protonen, dabei entsteht Wasserstoffperoxid und die oxidierte Form des Enzyms.
{\displaystyle \mathrm {2O_{2}^{-}+2H^{+}\longrightarrow H_{2}O_{2}+O_{2}} }
Zwei Moleküle des dabei gebildeten Wasserstoffperoxids reagieren weiter zu einem Molekül Sauerstoff und zwei Molekülen Wasser. Diese Reaktion wird von dem Enzym Katalase katalysiert.

## Pathologie
Neuere Forschungsergebnisse deuten darauf hin, dass Defekte in einem SOD-Gen (SOD1) beim Menschen zu der erblichen Krankheit der familiären Form der Amyotrophen Lateralsklerose (fALS) führen können. Diese Wirkung hat jedoch nichts mit der Enzym-Eigenschaft der SOD zu tun, sondern mit zytotoxischen Wirkungen von unstabilisierter SOD. Die Mutation führt zu einer erhöhten Bioakkumulation des Proteins, die, wie bei der Akkumulation von β-Amyloid bei der Alzheimer-Krankheit, die Zellen tötet.